# Landkreis Pfaffenhofen an der Ilm
Landkreis Pfaffenhofen an der Ilm, eller Landkreis Pfaffenhofen a.d.Ilm, ligger i den nordlige del af Regierungsbezirk Oberbayern i den  tyske delstat Bayern, og administrationsby (Kreisstadt) er Pfaffenhofen an der Ilm.

## Geografi
Landkreis Pfaffenhofen ligger centralt i Bayern. Nabolandkreise er meod nord, ud over den  kreisfri by Ingolstadt, Landkreis Eichstätt, mod øst Landkreis Kelheim (Regierungsbezirk Niederbayern) og Landkreis Freising, mod syd ligger Landkreis Dachau, mod sydvest Landkreis Aichach-Friedberg (Regierungsbezirk Schwaben) og mod vest Landkreis Neuburg-Schrobenhausen.
Geografisk høre landkreisnens område hovedsageligt til Hallertau, der er det største sammenhængende humleproducerende område i verden. Landkreisen gennemløbes af floden Donau, som flyder fra vest mod øst, i den nordlige del af området; to bifloder fra højre, Paar og  Ilm, munder kort efter hinanden ud i Donau i den ydserste nordøstlige del af kreisområdet. 

## Byer og kommuner
Kreisen havde 127151  indbyggere pr.  2018-12-31

| Byer 1. Geisenfeld (11363) 2. Pfaffenhofen a.d.Ilm (25917) 3. Vohburg a.d.Donau (8312) Købstæder (markt) 1. Hohenwart (4699) 2. Manching (12503) 3. Reichertshofen (8190) 4. Wolnzach (11622) | Kommuner 1. Baar-Ebenhausen (5456) 2. Ernsgaden (1652) 3. Gerolsbach (3573) 4. Hettenshausen (2158) 5. Ilmmünster (2267) 6. Jetzendorf (3106) 7. Münchsmünster (3047) 8. Pörnbach (2170) 9. Reichertshausen (4960) 10. Rohrbach (6015) 11. Scheyern (4899) 12. Schweitenkirchen (5242) |

Verwaltungsgemeinschafte
1. Geisenfeld
med kommunerne  Ernsgaden og Geisenfeld (by)
2. Ilmmünster
med kommunerne Hettenshausen og Ilmmünster
3. Reichertshofen
med kommunerne Pörnbach og Reichertshofen (Markt)